# David Degen
Pour les articles homonymes, voir Degen.
David Degen, né le 15 février 1983 à Liestal, est un footballeur suisse. Il mesure 1,83 m et pèse 76 kg. Il joue au poste de milieu de terrain. Il est le frère jumeau de Philipp Degen.

## Biographie

### En club

#### FC Bâle (2003-2006)
Grâce à une réussite de D. Degen à la 78e permet la victoire (sur le score de 1-0) contre l'AS Monaco ce qui permet au FC Bâle d'envisager une qualification pour les huitièmes de finale de la Coupe de l'UEFA.

#### Borussia Mönchengladbach (2006-2008)
Le 12 juillet 2006, il rejoint le Borussia Mönchengladbach où il a signé un contrat de trois ans.

##### Prêt au FC Bâle (2007-2008)
Il connaît, lors du match retour, le large succès 6-0 contre FK Sarajevo lors du premier tour de la Coupe de l'UEFA, il avait déjà gagné au match aller 2-1 en Bosnie-Herzégovine.

#### BSC Young Boys (2008-2012)
En août 2008, il signe au BSC Young Boys un contrat de trois ans,.
Il est dans le groupe pour le match retour d'Europa League, YB affronte SC Braga. Il a frappé un grand coup car il a été le "match winner" lors de la victoire 2-0 des Young Boys face à Getafe pour le compte de la 2e journée d'Europa League qui a eu lieu en septembre 2010. En octobre 2010, il marque un but à la 61e qui permet au club de mener 3-1, YB remporte le match 4-1 contre l'OB Odense. Le 30 novembre 2010 son jumeau Philipp Degen et lui joueront face à face en Europa League lors du match Young Boys et VfB Stuttgart, le BSC Young Boys remporte le match 4-2 ce qui permet à YB de passer en seizièmes de finale.
Le 28 juillet 2011, il marque deux buts lors de la victoire 3-1 d'YB contre KVC Westerlo.
En mai 2012, il annonce qu'il quitte le club de la capitale suisse pour rejoindre le FC Bâle où il a déjà joué.

#### FC Bâle (2012-2014)
Le FC Bâle a officialisé, le 31 mai 2012, l'arrivée de David Degen en provenance de Young Boys, il signé un contrat de 3 ans avec le club rhénan.
Le 18 novembre 2012, il marque un but sur un excellent service de Valentin Stocker lors de la 16e journée de Super League, lors du match FC Bâle – Grasshopper, victoire 4-0 du FC Bâle,. Le 22 novembre de la même année, il marque le deuxième buts à la 70e minutes, le FC Bâle remporte le match 3-0 contre le Sporting Lisbonne et se et se retrouve en position idéale en vue des 16es de l'Europa League,.
Le 14 mars 2013, il est blessé et ne participe donc pas au succès 1-0, lors du match FC Bâle vs Zenit St-Pétersbourg, bien que réduit à 10 à la 45ème minute à la suite de l'expulsion de Marcelo Diaz.
Le 8 juin 2014, il met un terme à sa carrière de footballeur,,.

### En sélection

#### En moins de 21
Il marque un but contre le Portugal mais l'équipe connaît la défaite, score final 2-1 pour les moins de 21 portugais.

#### Equipe A
C'est lors des matchs de préparation que David Degen fête sa première sélection face à la Côte d'Ivoire le 27 mai 2006, il remplace Valon  Behrami à la 77e minutes. David Degen participe à la coupe du monde 2006 avec l'équipe de Suisse.
En août 2006 il est forfait à la suite d'une blessure aux adducteurs.
En février 2008, il n'est pas convoqué par le sélectionneur, Kobi Kühn, pour le match amical contre l'Angleterre le 6 février à Wembley.
Il est appelé en équipe de Suisse contre la Norvège en 14 novembre 2009 mais également son frère jumeau, Philipp Degen.
David Degen est sélectionné par Ottmar Hitzfeld pour les matchs (en octobre 2010) contre le Monténégro et le Pays de Galles,.
Il aura joué 17 sélections, 623 minutes jouées.

## Après le football

### Propriétaire du FC Bâle
Il fait une offre d'achat pour la majorité des actions de la FC Basel Holding AG en mars 2021.
Il est annoncé le 11 mai 2021 que David Degen devient propriétaire du FC Bâle après avoir repris les actions de Bernhard Burgener,. Ils sont parvenus à un accord le 10 mai 2021.
En 2022, le club connaît de lourdes pertes financières.
En 2023, le club connaît la crise à la suite des très mauvaises performances, il est à la dernière place du classement de Super League et risque la relégation.
Il annonce, en décembre 2023, que le FC Bâle ne peut plus se payer le parc Saint-Jacques dans sa structure actuelle, les recettes du club sont insuffisantes cette année malgré la vente lucrative de joueurs.
Il réussit à dégoter, en tant que président, un joyau de tout premier plan, Dion Kacuri venant de GC.

## Statistiques
| Saison                | Club                     | Championnat           | Championnat | Championnat | Coupe(s) nationale(s) | Coupe(s) nationale(s) | Compétition(s) continentale(s) | Compétition(s) continentale(s) | Compétition(s) continentale(s) | Suisse | Suisse | Total | Total |
| Saison                | Club                     | Division              | M.          | B.          | M.                    | B.                    | Comp.                          | M.                             | B.                             | M.     | B.     | M.    | B.    |
| 2000-2001             | FC Aarau                 | LNA                   | 5           | 1           | -                     | -                     | -                              | -                              | -                              | -      | -      | 5     | 1     |
| 2001-2002             | FC Aarau                 | LNA                   | 2           | 0           | -                     | -                     | -                              | -                              | -                              | -      | -      | 2     | 0     |
| 2002-2003             | FC Aarau                 | LNA                   | 23          | 2           | -                     | -                     | -                              | -                              | -                              | -      | -      | 23    | 2     |
| Sous-total            | Sous-total               | Sous-total            | 30          | 3           | -                     | -                     | -                              | -                              | -                              | -      | -      | 30    | 3     |
| 2003-2004             | FC Bâle                  | Super League          | 22          | 2           | -                     | -                     | -                              | -                              | -                              | -      | -      | 22    | 2     |
| 2004-2005             | FC Bâle                  | Super League          | 26          | 1           | -                     | -                     | C1/C3                          | 6                              | 0                              | -      | -      | 32    | 1     |
| 2005-2006             | FC Bâle                  | Super League          | 34          | 6           | 2                     | 1                     | C1/C3                          | 14                             | 4                              | 3      | 0      | 53    | 11    |
| Sous-total            | Sous-total               | Sous-total            | 82          | 9           | 2                     | 1                     | -                              | 20                             | 4                              | 3      | 0      | 107   | 14    |
| 2006-2007             | Borussia Mönchengladbach | 1. Bundesliga         | 18          | 2           | 1                     | 0                     | -                              | -                              | -                              | 3      | 0      | 22    | 2     |
| Sous-total            | Sous-total               | Sous-total            | 18          | 2           | 1                     | 0                     | -                              | -                              | -                              | 3      | 0      | 22    | 2     |
| 2007-2008             | FC Bâle                  | Super League          | 20          | 3           | 6                     | 2                     | C3                             | 8                              | 0                              | 3      | 0      | 37    | 5     |
| Sous-total            | Sous-total               | Sous-total            | 20          | 3           | 6                     | 2                     | -                              | 8                              | 0                              | 3      | 0      | 37    | 5     |
| 2008-2009             | BSC Young Boys           | Super League          | 19          | 5           | 3                     | 1                     | C3                             | 2                              | 0                              | -      | -      | 24    | 6     |
| 2009-2010             | BSC Young Boys           | Super League          | 30          | 6           | 4                     | 0                     | C3                             | 2                              | 0                              | 1      | 0      | 37    | 6     |
| 2010-2011             | BSC Young Boys           | Super League          | 32          | 4           | 3                     | 1                     | C3                             | 11                             | 4                              | 4      | 0      | 50    | 9     |
| 2011-2012             | BSC Young Boys           | Super League          | 25          | 2           | 3                     | 2                     | C3                             | 3                              | 2                              | 3      | 0      | 34    | 6     |
| Sous-total            | Sous-total               | Sous-total            | 100         | 17          | 13                    | 4                     | -                              | 18                             | 6                              | 8      | 0      | 139   | 27    |
| 2012-2013             | FC Bâle                  | Super League          | 26          | 3           | 3                     | 0                     | C1/C3                          | 17                             | 2                              | -      | -      | 46    | 5     |
| 2013-2014             | FC Bâle                  | Super League          | 8           | 0           | 4                     | 1                     | C1/C3                          | 5                              | 0                              | -      | -      | 17    | 1     |
| Sous-total            | Sous-total               | Sous-total            | 34          | 3           | 7                     | 1                     | -                              | 22                             | 2                              | -      | -      | 63    | 6     |
| Total sur la carrière | Total sur la carrière    | Total sur la carrière | 284         | 37          | 29                    | 8                     | -                              | 68                             | 12                             | 17     | 0      | 398   | 57    |

## Palmarès
- FC Bâle (6)
  - Champion de Suisse en 2004, 2005, 2008, 2013 et 2014
  - Vainqueur de la Coupe de Suisse en 2008
  - Finaliste de la Coupe de Suisse en 2013 et 2014